# Marianne Haas-Heckel
Pour les articles homonymes, voir Haas et Heckel.
Marianne Haas-Heckel, née le 16 décembre 1946 à Sarreguemines, est un auteur et une traductrice française.

## Biographie
Institutrice à la retraite, elle est notamment l'auteur et la co-auteur de plusieurs ouvrages concernant sa langue maternelle : le dialecte francique rhénan de la région de Sarreguemines.
Par ailleurs, elle participe à l'animation de l'atelier d'écriture en francique au « Centre de ressources du francique » de la médiathèque de Sarreguemines.

## Publications
Auteur ou co-auteur des ouvrages suivants :
- Mir honn so geredd ! : Nous parlions ainsi !, petit recueil des locutions, expressions, dictons, sentences, adages et proverbes utilisés à Sarreguemines et ses environs, 1994  (ISBN 2-9508409-0-6)
- Wärterbuuch vum Saageminner Platt : Lexique du dialecte de la région de Sarreguemines, Éd. Confluence, 2001  (ISBN 2-909228-12-6)
- Les pieds dans le Platt : s'Saargemìnner Wùcheblatt, Éd. les Amis des musées et des arts, 2008  (ISBN 9782901266358)
- Platt en vrac : Nìx wìe Platt, Éd. Gau un Griis, 2011  (ISBN 2-901266-44-4)
- Le Platt lorrain pour les Nuls, Éd. First, 2012  (ISBN 2754036067)
- Saargemìnner Platt Wärderbùùch, dictionnaire du dialecte de la région de Sarreguemines, 2016  (ISBN 9782901266600 et 2901266606)
- Uss der Omma ìhri Kisch – Le carnet de cuisine de Grand-Mère, Éditions Gau un Griis, 2018.

### Traductions
A traduit en français et en francique-rhénan du contenu paru dans les ouvrages suivants :
- De Klääne Prinz, met de Zächnunge vum Autor, iwersetzt in Lothringer Platt, Éd. Faïencité, 2002  (ISBN 2-901266-11-8)
- De Lothringer Struwwelpeter: spassiche Geschichte un lustische Biller, Éd. Faïencité, 2003  (ISBN 2-901266-12-6)
- Contes lorrains de Moselle Francique : Lothringer Erzählen, Éd. Faïencité, 2004  (ISBN 2-901266-14-2)
- Légendes lorraines de Moselle francique : anecdotes, dictons et coutumes, Éd. les Amis  des  musées  et  des  arts, 2006  (ISBN 2-901266-21-5)
- Wìtzbùùch : florilège de blagues, schbass mùss sìnn, Éd. Gau un griis, 2012  (ISBN 2-901266-49-5)

## Récompenses
- Prix Claude-Seignolle (2007, prix spécial du jury)[3]